# Pentanema squarrosum
Pentanema squarrosum là một loài thực vật có hoa trong họ Cúc. Loài này được (Griess.) DC. mô tả khoa học đầu tiên năm 1836.